# Tango finlandês
O tango finlandês (em finlandês:  suomalainen tango), ou FINtango, é uma variação do tango argentino e um dos mais populares gêneros musicais da Finlândia. Este estilo de tango foi introduzido na Europa durante a década de 1910 por visitantes latinos e duas décadas depois, os finlandeses já aprendiam a compor suas próprias canções inspiradas no tango. Durante a década de 1940, cerca da metade das paradas de sucesso eram ocupadas por cantores de tango finlandês.
Uma das características do tango da Finlândia é a mudança de ritmo, durante os refrãos.

## Popularidade
Um dos pontos fortes do verão na Finlândia é a realização do Tangomarkkinat, ou festival de tango, que ocorre todos os anos desde 1985. O festival recebe cerca de 100 mil participantes todo ano. Também ocorre a coroação do rei e da rainha do tango, que recebem reconhecimento da mídia e do público de tango em todo o país.
Apesar da popularidade que o tango possuía nos Anos 40 e nas décadas seguintes, o estilo musical atingiu o auge de sua popularidade após a entrada da Finlândia na União Europeia, em 1995.

## Destaques
Os cantores mais aclamados são Olavi Virta e Toivo Kärki.